# DDO
DDO (англ. D-aspartate oxidase) – білок, який кодується однойменним геном, розташованим у людей на короткому плечі 6-ї хромосоми. Довжина поліпептидного ланцюга білка становить 341 амінокислот, а молекулярна маса — 37 535.
| 10         |  | 20         |  | 30         |  | 40         |  | 50         |
| ---------- |  | ---------- |  | ---------- |  | ---------- |  | ---------- |
| MDTARIAVVG |  | AGVVGLSTAV |  | CISKLVPRCS |  | VTIISDKFTP |  | DTTSDVAAGM |
| LIPHTYPDTP |  | IHTQKQWFRE |  | TFNHLFAIAN |  | SAEAGDAGVH |  | LVSGWQIFQS |
| TPTEEVPFWA |  | DVVLGFRKMT |  | EAELKKFPQY |  | VFGQAFTTLK |  | CECPAYLPWL |
| EKRIKGSGGW |  | TLTRRIEDLW |  | ELHPSFDIVV |  | NCSGLGSRQL |  | AGDSKIFPVR |
| GQVLQVQAPW |  | VEHFIRDGSG |  | LTYIYPGTSH |  | VTLGGTRQKG |  | DWNLSPDAEN |
| SREILSRCCA |  | LEPSLHGACN |  | IREKVGLRPY |  | RPGVRLQTEL |  | LARDGQRLPV |
| VHHYGHGSGG |  | ISVHWGTALE |  | AARLVSECVH |  | ALRTPIPKSN |  | L          |

A: Аланін

C: Цистеїн

D: Аспарагінова кислота

E: Глутамінова кислота

F: Фенілаланін

G: Гліцин

H: Гістидин

I: Ізолейцин

K: Лізин

L: Лейцин

M: Метіонін

N: Аспарагін

P: Пролін

Q: Глутамін

R: Аргінін

S: Серин

T: Треонін

V: Валін

W: Триптофан

Кодований геном білок за функцією належить до оксидоредуктаз. 
Задіяний у такому біологічному процесі, як альтернативний сплайсинг. 
Білок має сайт для зв'язування з ФАД, флавопротеїном. 
Локалізований у пероксисомах.